# Артиљеријска бригада Седмог корпуса НОВЈ
Артиљеријска бригада Седмог корпуса НОВЈ формирана је 7. маја 1944. од артиљеријских јединица Петнаесте и Осамнаесте словеначке дивизије, као Прва словеначка артиљеријска бригада. 
Имала је три дивизиона, заштитни батаљон и приштапске делове, са око 500 бораца. 
Учествовала је у свим већим операцијама Седмог корпуса, а поједини дивизиони су додељивани и дивизијама за подршку напада на утврђена места. Бригада је 12. септембра 1944. преименована у Артиљерију Седмог корпуса, а 3. априла 1945. поново у Прву словеначку артиљеријску бригаду, под непосредном командом Главног штаба Словеније, са 12 топова и 8 хаубица. За годину дана ратовања бригада је учествовала у око 50 напада на разна упоришта.
Одликована је Орденом заслуга за народ са златном звездом.